# Ultraleichtfluggelände Uehrde

i7
i11
i13
Das Ultraleichtfluggelände Uehrde liegt in der Gemeinde Uehrde im Landkreis Wolfenbüttel in Niedersachsen. Der Platzhalter und Betreiber ist der UL Flieger-Uehrde e. V.

## Lage
Das Ultraleichtfluggelände liegt etwa 1,5 km westlich des Zentrums von Uehrde.

## Flugbetrieb
Das Ultraleichtfluggelände besitzt eine Betriebsgenehmigung für aerodynamisch gesteuerte Luftsportgeräte und gewichtskraftgesteuerte Luftsportgeräte. Es ist mit einer 266 m langen und 15 m breiten Start- und Landebahn aus Gras (Richtung 09/27) ausgestattet. Es sind maximal 1400 Flugbewegungen pro Jahr erlaubt. Nicht am Platz stationierte Luftfahrzeuge benötigen eine vorherige Genehmigung des Platzhalters, um in Uehrde starten und landen zu dürfen (PPR). Ortsfremde Luftfahrzeugführer dürfen das Ultraleichtfluggelände nur benutzen, wenn sie eine Gesamtflugzeit von mindestens 100 Stunden nachweisen können.

## Geschichte
Der UL Flieger-Uehrde e. V. wurde 2011 gegründet. Das Ultraleichtfluggelände Uehrde wurde am 4. Januar 2012 genehmigt. Die Betriebsfreigabe wurde am 28. September 2012 erteilt.